# Casa de Ana Frank
La Casa de Ana Frank (en neerlandés: Annefrankhuis) en el Prinsengracht en Ámsterdam, Países Bajos, es un museo dedicado a la diarista de guerra judía Ana Frank, que se ocultó de la persecución nazi con su familia y cuatro personas más en el ático y el desván del edificio, tapada la entrada por una falsa estantería. Así como la preservación del escondite —conocido en neerlandés como Achterhuis— y una exhibición sobre la vida y tiempos de Ana Frank. El museo funciona como espacio para resaltar todas las formas de persecución y discriminación.
Abrió sus puertas el 3 de mayo de 1960 con la ayuda de suscripción pública, tres años después de establecerse una fundación para proteger la casa de una empresa que buscaba demoler la zona.
Actualmente es posible hacer un recorrido virtual en el sitio, a través de una aplicación para gafas de realidad virtual. El 12 de junio de 2019, Anne Frank cumplía 90 años. De esta forma, a través de imágenes en 360 grados, es posible visualizar las varias habitaciones de la propiedad, así como la habitación que Ana tenía para esconderse con su hermana Margot.

## Historia de la casa
La casa con número 263 (y la que está al lado con número 453, que fue comprada más tarde por el museo) fue construida por Dirk van Delft en 1635. La fachada que da al canal data de una renovación posterior de 1740, cuando el anexo trasero fue demolido y se construyó un edificio más alto en su lugar. Fue originalmente una residencia privada, luego un almacén, y en el siglo XIX el almacén frontal con amplias puertas que sirvió de establo para albergar caballos. Al inicio del siglo XX, el edificio fue ocupado por un productor de artículos para el hogar, seguido en 1930 por un productor de rollos de piano que lo dejó en 1939. El 1 de diciembre de 1940 el padre de Ana, Otto Heinrich Frank movió las oficinas de la compañía de especias y conservas en la que trabajaba, Opekta y Pectacon, de esta dirección en el canal Singel a Prinsengracht 263.
La planta baja consistía de tres secciones; al frente tenía los bienes y la entrada para entregas, detrás estaba la sección intermedia donde las especias se molían y, al fondo, el almacén donde los bienes estaban almacenados para su distribución. En el primer piso estaban las oficinas de los empleados de Frank; Miep Gies, Bep Voskuijl y Johannes Kleiman en la oficina frontal; Victor Kugler en la de en medio; con Otto Frank en la oficina del anexo sobre el almacén y bajo los pisos que luego los esconderían junto con su familia por dos años hasta su descubrimiento por las autoridades nazis.
El Achterhuis (en idioma neerlandés, casa trasera) o Anexo Secreto —como es llamado en el Diario de Ana Frank— es la extensión trasera del edificio. Estaba oculto a la vista por casas en los cuatro lados del patio interior. Su aislada posición lo hacía un lugar ideal para que Otto Frank, su esposa Edith Frank-Holländer, sus dos hijas (Ana Frank y Margot Frank), la familia Van Pels y Fritz Pfeffer, buscaran refugio de la persecución Nazi. A pesar de que la superficie total habitable eran sólo 46,45 metros cuadrados, Anna Frank escribió en su diario que era relativamente lujoso comparado con otros escondites de los que habían escuchado en Ámsterdam. Permanecieron escondidos ahí durante dos años y un mes hasta que fueron traicionados de manera anónima a las autoridades nazis, arrestados y deportados a campos de concentración. Del grupo que se escondía, sólo Otto Frank sobrevivió a la guerra, muriendo con 91 años.
Después de que fueran arrestados, el escondite fue vaciado por órdenes de los oficiales que los arrestaron y todo el contenido que quedó (ropa, muebles y enseres personales) de la familia Frank y sus amigos fueron requisados como propiedad del gobierno y distribuidos a familias que habían sido bombardeadas en Alemania. Antes de que el edificio fuera vaciado, Miep Gies y Bep Voskuijl, quienes habían ayudado a esconder a las familias, regresaron al escondite a pesar de las órdenes de la policía neerlandesa y rescataron algunos bienes personales. Entre los bienes que recuperaron estaba el Diario de Ana Frank.
Después de que Otto Frank regresara a Ámsterdam, le fueron entregados los documentos y diarios de Ana, y subsecuentemente compiló partes en un libro publicado en neerlandés en 1947 bajo el título Het Achterhuis, el cual había sido escogido por Ana como el nombre de sus memorias o una novela basada en sus experiencias en el escondite. Achterhuis es un término de arquitectura neerlandés que se refiere a la casa-trasera y se usa en contraste con Voorhuis (casa-delantera), sin embargo cuando la traducción a otros idiomas comenzó, se dieron cuenta de que los lectores no estarían familiarizados con el término y se decidió que un término más evocativo (el 'Anexo Secreto') presentaría mejor la idea de la posición oculta del edificio.

## Museo
Los visitantes que querían ver el escondite comenzaron a venir a la casa poco después de que el libro fuera publicado y a muchos les fue mostrado por los mismos empleados que habían escondido a las familias. En 1955 la compañía decidió moverse a nuevas instalaciones y el edificio entero fue vendido a un agente de bienes que cumpliría una orden de demolición con la intención de construir una fábrica en el espacio. El periódico neerlandés Het Vrije Volk comenzó una campaña para salvar al edificio y considerarlo como propiedad protegida el 23 de noviembre de 1955. Los defensores realizaron una protesta fuera del edificio en el día de la demolición y la propiedad recibió una suspensión en espera de sentencia. La Fundación Ana Frank fue puesta en marcha por Otto Frank y Johannes Kleiman el 3 de mayo de 1975 con el objetivo principal de recolectar suficientes fondos para comprar y restaurar el edificio. En octubre del mismo año, la compañía que lo había adquirido, lo donó a la Fundación como un gesto de buena voluntad. Los fondos recolectados fueron empleados en la compra de la casa contigua, el número 265, poco antes de que los edificios restantes fueran demolidos y el edificio abriera al público en 1960.
Desde el inicio, el antiguo escondite de Ana Frank atrajo una gran cantidad de interés, especialmente después de que las traducciones y dramatizaciones del diario la hicieran una figura conocida a través del mundo. Más de 9000 visitantes fueron durante el primer año. En una década se duplicó el número. A través de los años, el edificio tuvo que ser renovado para protegerlo del gran número de visitantes y como resultado cerró temporalmente en 1970 y 1999.
En 28 de septiembre de 1999 la Reina Beatriz I de los Países Bajos reabrió el museo, que ahora incorporaba el edificio completo entre espacios de exhibición, una librería y un café, y presentaba las oficinas de la casa frontal reconstruidas a su estado original en la década de 1940. En 2007, más de un millón de personas visitaron el museo
En exhibición en el museo está el Premio Oscar que Shelley Winters ganó, y posteriormente donó al museo, por su interpretación como Petronella van Daan en El diario de Ana Frank.

## La Casa de Ana Frank en el mundo
La Casa de Ana Frank cuenta con un departamento de relaciones internacionales, el cual desarrolla paralelamente a la actividad del museo, programas educativos en todo el mundo a través de exposiciones itinerantes como "Ana Frank una historia vigente" "Escribiendo y leyendo con Ana Frank", "Ana Frank y tú" que recorren numerosas ciudades alrededor del mundo entre otras actividades pedagógicas que buscan dar a conocer la historia de Ana.
Actualmente la Casa de Ana Frank cuenta con cinco organizaciones asociadas: Reino Unido, Alemania (Berlín), Estados Unidos, Austria y Argentina además de funcionar como facilitadores de la exposición itinerante "Ana Frank una historia vigente"  llevan adelante actividades educativas propias.